# Werf De Noord

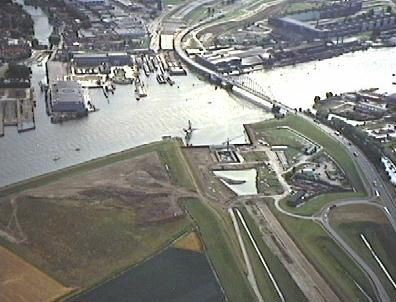
Luftbild der Werft „De Noord“

Werf „De Noord“ N.V., auch als „de Nieuwe werf“ bezeichnet, war eine Werft im niederländischen Ort Alblasserdam, die von 1903 bis 1962 bestand. Danach wurde der Betrieb bis 2003 als Teilbetrieb des Schiffbauunternehmens Van der Giessen-De Noord weiterbetrieben.

## Geschichte

### Anfänge
Die Werft geht auf Jan Ullrich Smit zurück, der sich 1903 aus dem väterlichen Betrieb zurückzog und von Cornelis Vroege ein 5,4 Hektar großes Gelände in Hoogendijk, im Polder Ruigenhil, erwarb. Das Wasserbauunternehmen Visser & Smit aus Papendrecht spülte das Gelände auf und baute 3 Hellingen und einen 130 mal 50 Meter großen Werfthafen. Am 4. Juli 1904 wurde das Unternehmen als Scheepsbouwwerf „De Noord“ auf Jan Ullrich Smit mit den Teilhabern Cornelis Smit und Hendrik Jan Smit eingetragen. Das erste gebaute Schiff war die Eben Haëzer. Jan Ullrich Smit zählte später auch zu den Mitbegründern des Alblasserdamer Trinkwasserbetriebes und eines Unternehmens zur Herstellung von Acetylen und Sauerstoff.

### Die Weltkriege
Bis zum Ersten Weltkrieg lieferte die Werf de Noord kleinere Seeschiffe für überwiegend ausländische Rechnung. Der Anteil an Auslandsaufträgen, insbesondere aus Skandinavien, nahm während der Kriegsjahre nochmals zu. Im Kriegsverlauf konnten die Aufträge aber aufgrund der Kriegseinflüsse, wie beispielsweise Materialverknappung, immer schwerer ausgeführt werden. Nach Kriegsende war rund ein Viertel der Welthandelstonnage verloren und die Auftragsbücher der Werft voll. Um an diesem Nachfragehoch teilzuhaben, vergrößerte die Werft ihren Betrieb. In diesen Jahren firmierte der Betrieb unter dem Namen N.V. Industrieele Mij. „De Noord“.
Am 10. Mai 1940 begann der Westfeldzug mit der Besetzung der Niederlande. Am folgenden Tag wurde Alblasserdam Opfer eines Artillerieangriffs, dem 32 Personen zum Opfer fielen. Die Werf de Noord sowie 25 Werkswohnungen wurden zerstört, die an der Werft liegenden Schiffe blieben bis auf einige Granattreffer verschont. Nach einer Besichtigung am 15. Mai verkündete der Werftdirektor, die Wiederaufnahme des Betriebes auf der vollends zerstörten Werft.

### Nachkriegsjahre und Fusion

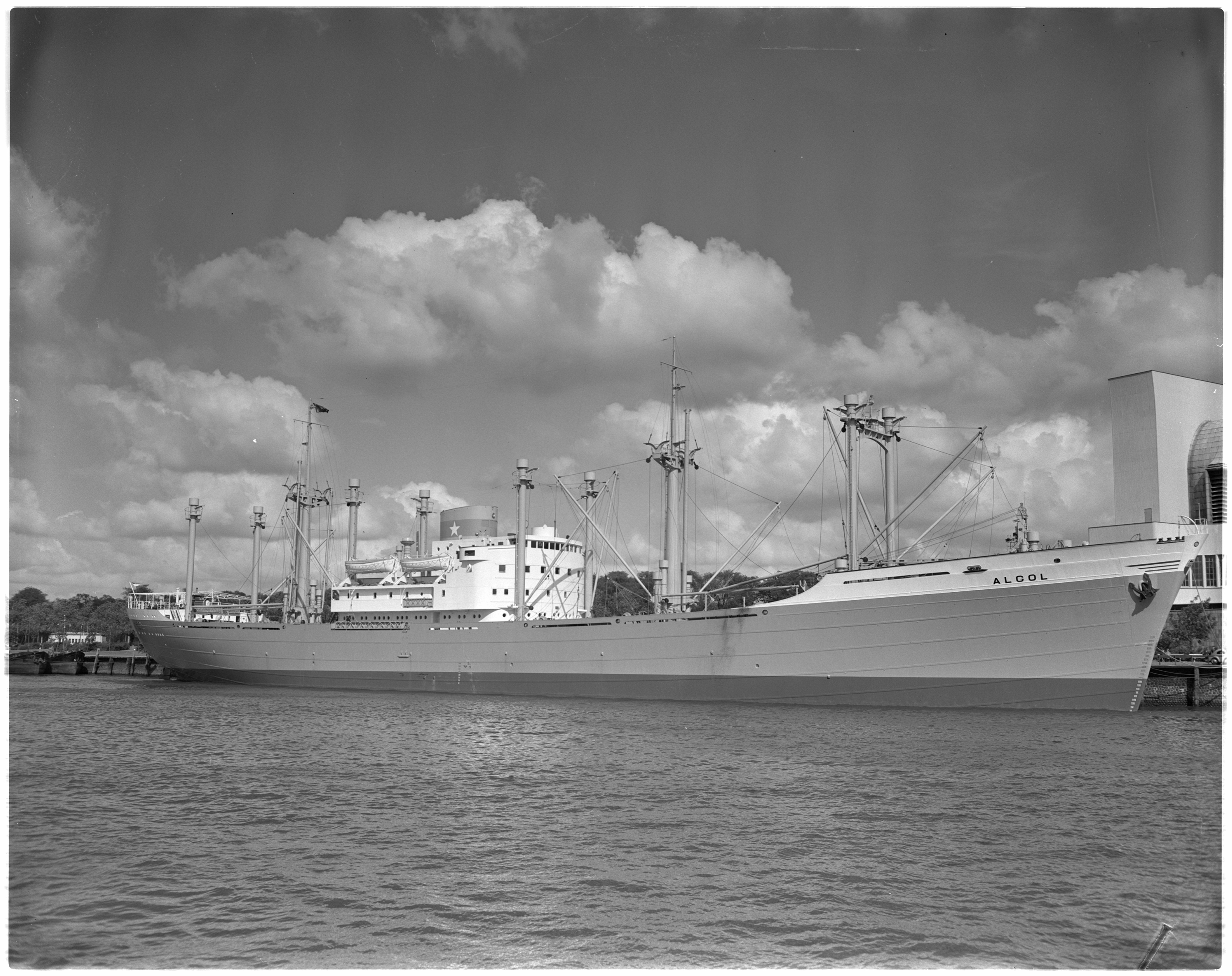
Baunummer 643, Algol, 1957

Die Nachkriegsjahre brachten erneut volle Orderbücher und im Jahr 1954 beging der Betrieb sein 50-jähriges Bestehen mit einem Festabend in der Rivierahal in Rotterdam. Anfang der 1960er Jahre suchte die Werft einen Partner und 1962 fusionierte die N.V. C. van der Giessen & Zonen's Scheepswerven in Krimpen aan den IJssel mit der Werf „De Noord“ zur Van der Giessen-De Noord.
Ab 1968 begann die Werft bei der Verwaltung und Konstruktion Computer einzusetzen. Zum Ende des Kalten Krieges verringerten sich die Neubauaufträge, insbesondere die Marineaufträge. Trotzdem wurde 1990 auch auf der Werf „De Noord“ in Alblasserdam eine neue Schiffbauhalle gebaut, die man mangels Neubauaufträgen an das Yachtbauunternehmen Oceanco veräußerte. „De Noord“ fungierte danach lediglich noch als Reparaturwerft und fertigte weiterhin Sektionen für das Mutterunternehmen in Krimpen aan den IJssel.

### Die letzten Jahre
1992 wurde der Belegschaft des Unternehmens die Möglichkeit geboten, sich am Eigentum zu beteiligen. Anteilsscheine wurden für zehn Gulden pro Stück ausgegeben und für fünf Jahre von einer Stiftung verwaltet, bevor sie frei verkäuflich wurden. Der Wert pro Anteil war bis 1997 auf 54 Gulden gestiegen. Im September 1997 bot IHC-Caland (später SBM Offshore) 80 Gulden je Anteil und übernahm Van der Giessen-De Noord, führte es aber unter eigenem Namen weiter. Drei Jahre darauf plante man einen Ausbau des Schiffbaubetriebes nach Alblasserdam-Süd, es blieb aber beim Sektionsbau. Ab demselben Jahr 2000 erhielt die Hauptwerft keine weiteren Schiffbaubeihilfen und keine neuen Bauaufträge mehr. Zwar wurde im September 2002 noch ein Versuch der Reorganisation unternommen, aber nachdem der letzte Neubau im Dezember 2002 an die Auftraggeber abgeliefert worden war, verkündete die N.V. Van Der Giessen-De Noord am 25. August 2003 ihre Schließung und ging im Oktober 2003 in die Liquidation.

### Bis heute
Das Yachtenbauunternehmen OceAnco nutzte weiterhin die letztgebaute Halle der Werf De Noord und erweiterte seine Anlagen. Bis zum Jahr 2009 blieben einige Gebäude und Anlagen auf dem Gelände der Werf de Noord zwischen Zuiderstek und der Brücke über die Noord erhalten. Die Gemeinde Alblasserdam baute eine neue Feuerwache auf dem Gelände, für die inzwischen ausnahmslos alle Werftgebäude abgerissen wurden. Am 23. April 2009 wurde auch der letzte Turmdrehkran der ehemaligen Werft abgebrochen.